# Transaction d'Augsbourg

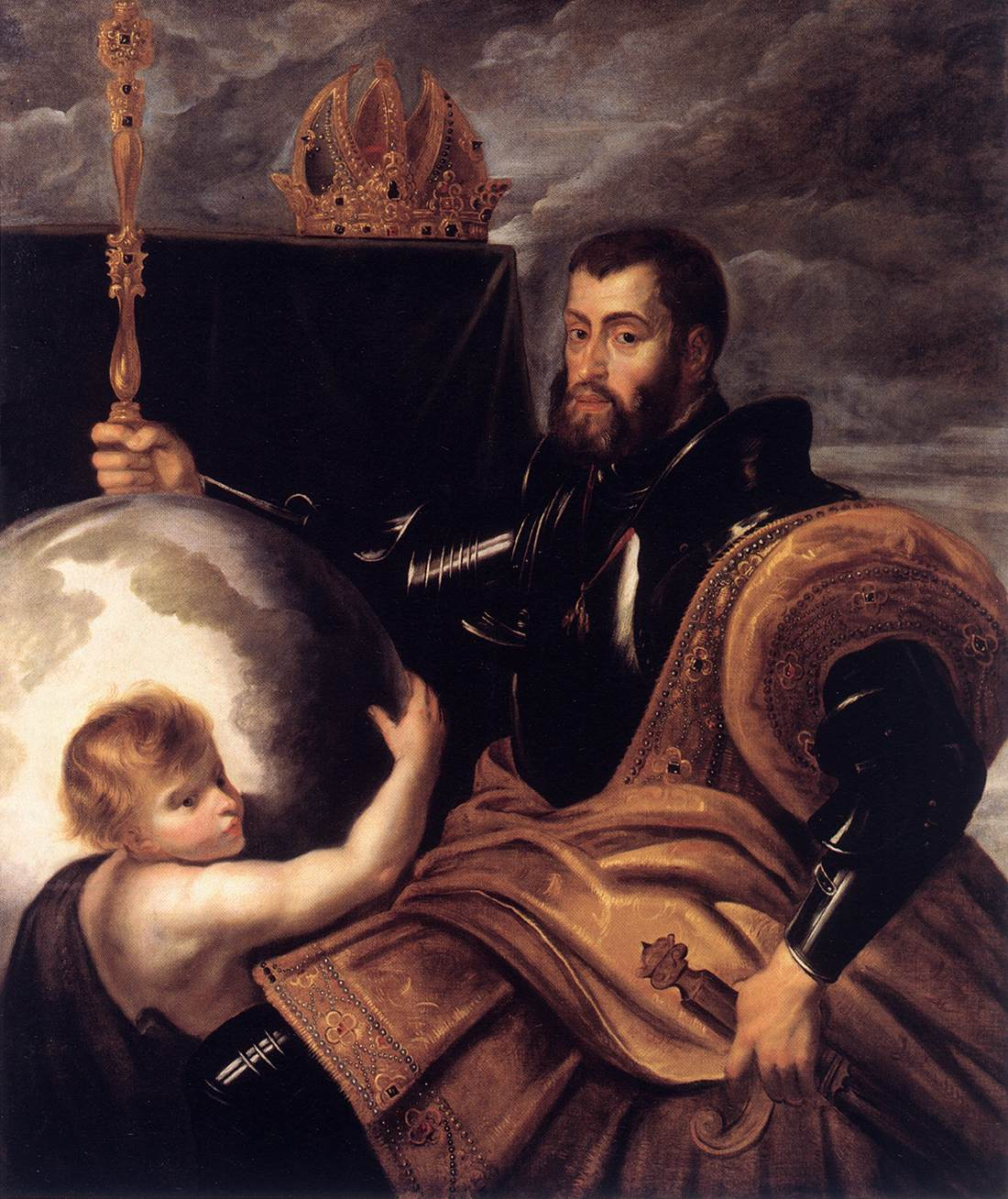
Allégorie de Charles Quint, Pierre Paul Rubens, vers 1604.

La transaction d'Augsbourg (en néerlandais : Transactie van Augsburg, en allemand : Vertrag von Augsburg ou Burgundische Vertrag) est un traité conclu le 26 juin 1548 entre l'empereur Charles Quint et les états du Saint-Empire romain germanique représentés à la Diète d'Empire à Augsbourg. Son objet était de mettre au point le statut des territoires d'Empire que l'empereur détenait en tant qu'héritier (arrière-petit-fils) du duc de Bourgogne Charles le Téméraire, aux Pays-Bas et en Bourgogne, territoires réunis depuis 1512 dans le cercle de Bourgogne.
Une fois votée par la Diète d'Empire, la transaction d'Augsbourg est entérinée par les États généraux des Pays-Bas le 25 octobre 1548, puis ratifiée par les États provinciaux, processus qui s'achève seulement le 5 juin 1549. Peu après, le 4 novembre, Charles Quint promulgue une Pragmatique Sanction qui uniformise le régime de la succession princière dans les différentes provinces du cercle de Bourgogne.

## Contexte historique

Carte des cercles impériaux au début du XVIe siècle. Le Cercle de Bourgogne figure en bleu.

### Le règne de Maximilien d'Autriche
En 1500, l'empereur Maximilien Ier, chef de la puissante maison de Habsbourg, procède à une réforme des institutions du Saint-Empire romain germanique. Il établit dix cercles impériaux qui doivent regrouper les fiefs d'Empire sur une base en partie géographique, afin de simplifier l'administration de la justice impériale et de permettre la levée d'un impôt impérial.
Veuf depuis 1482 de Marie de Bourgogne, fille de Charles le Téméraire, il est aussi le tuteur de son petit-fils, Charles de Habsbourg, né en 1500, héritier des restes de l'État bourguignon. Maximilien regroupe les territoires relevant de l'Empire (les Pays-Bas bourguignons et le comté de Bourgogne, ultérieurement appelé « Franche-Comté », dans un même cercle appelé cercle de Bourgogne.

### Le règne de Charles Quint
En 1515, sa majorité est officialisée par les États généraux des Pays-Bas, et il devient seigneur régnant des provinces du cercle de Bourgogne. En 1516, à la mort de Ferdinand d'Aragon, Charles devient roi d'Aragon et roi de Castille. En 1519, à la mort de Maximilien, il hérite des possessions autrichiennes de la maison de Habsbourg et est élu empereur sous le nom de Charles Quint (Charles V).
Durant son règne, il mène aux Pays-Bas une politique de conquête des territoires encore indépendants des Habsbourg (Utrecht, Gueldre, Tournai, notamment) ; il met fin à la suzeraineté française sur les comtés de Flandre et d'Artois (traité de Madrid de 1526) ; il lutte contre les autonomies provinciales, lutte dont l'épisode emblématique est la répression de la révolte de Gand en 1540. La politique de centralisation est incarnée par les institutions générales des Pays-Bas, notamment le Grand Conseil de Malines, qui avait été supprimé en 1477, puis rétabli en 1504, les chambres des comptes de Lille, de Bruxelles et de La Haye, et l'institution de la régence permanente des Pays-Bas, exercée par la tante de Charles, Marguerite d’Autriche, jusqu'en 1530, puis par sa sœur, Marie de Hongrie.
Dans l'Empire, il se heurte dès son avènement à la question de la Réforme luthérienne et à la conversion au protestantisme de plusieurs princes, qui se regroupent en 1532 dans la ligue de Smalkalde. Charles, à la tête du parti catholique, l'emporte lors de la bataille de Muehlberg (1547). En position de force dans l'Empire, après avoir promulgué l'intérim d'Augsbourg (15 mai) sur les questions religieuses, il en profite pour renforcer sa position en tant qu'héritier de la maison de Bourgogne, en séparant autant que possible le cercle de Bourgogne du reste de l'Empire.

## La transaction d'Augsbourg

### Élaboration du traité
La transaction est élaborée par le conseiller impérial Viglius van Aytta.
Elle est ensuite négociée lors de la diète d'Empire tenue à Augsbourg en 1547-1548, avant d'être soumise aux assemblées néerlandaises.

### Motifs du traité
L'objet du traité est clarifier la situation de ces provinces dans le Saint-Empire, afin de pallier un double problème.
En premier lieu, les liens de féodalité hérités du Moyen Âge rendent complexe la situation des Dix-Sept Provinces, comprises après le traité de Verdun (843) dans la Lotharingie, puis soumises à partir du Xe siècle à la suzeraineté de l’Empire romain germanique. Mais dans les faits, les ducs de Bourgogne de la maison de Valois, issus de la famille royale française, ne se sont jamais vraiment considérés comme sujets de l'Empire.
En second lieu, la position de Charles Quint est particulière, puisqu'il est, pour ces territoires, à la fois vassal et suzerain, étant à la fois héritier des ducs de Bourgogne et roi des Romains. Il fallait préciser les relations entre les deux parties, au cas où les deux titres ne seraient plus joints, ce qui est effectivement advenu après ses abdications (1555-1558), son fils Philippe héritant de l'Espagne et du cercle de Bourgogne et son frère Ferdinand recevant les possessions autrichiennes des Habsbourg et succédant à Charles sur le trône impérial.

### Contenu

Région des Pays-Bas après 1548.
Pays-Bas espagnols
Principauté de Liège
Principauté de Stavelot-Malmedy
Principauté de Cambrésis

La transaction confirme le regroupement des Dix-Sept Provinces et du comté de Bourgogne dans le cercle de Bourgogne, dont le ressort est élargi aux territoires séparés du royaume de France et aux territoires conquis par Charles qui appartenaient précédemment au cercle du Bas-Rhin-Westphalie : les comtés de Flandre et d'Artois d'une part, le duché de Gueldre et l'ex-principauté d'Utrecht, d'autre part, sont intégrés au cercle de Bourgogne.
Elle précise aussi les relations entre les territoires du cercle et le reste de l'Empire : 
1. Les Pays-Bas et le comté de Bourgogne sont maintenus comme fiefs d'Empire et placés sous la protection du corps germanique.
2. Comme les autres membres de l'Empire, ils doivent être défendus en cas d'agression extérieure.
3. Les États du cercle de Bourgogne ont séance et voix à la diète au même rang que ceux du cercle d'Autriche.
4. Les juridictions ordinaires de l'Empire, notamment le Conseil aulique et la Chambre impériale, n'ont pas le droit d'évoquer en justice les affaires des Pays-Bas et de la Bourgogne.
5. En contrepartie de ces garanties d'autonomie, il est attendu du cercle de Bourgogne un impôt deux fois plus élevé en argent et en hommes que celui imposé à chacun des princes électeurs, et trois fois plus élevé en cas de guerre contre les Ottomans[8].

Par ailleurs, la liste des territoires membres du cercle évolue, puisqu’elle incorpore désormais le duché de Gueldre, le comté de Zutphen, la seigneurie de Groningues, la principauté d’Utrecht et la seigneurie d’Overijssel.

### Liste des territoires concernés (article 15)
Le traité, rédigé en néolatin, stipule à l'article 15 que les territoires mentionnés doivent devenir une seule unité qui sera transmise indivise aux générations suivantes après Charles Quint (parlant en nous de majesté) par succession héréditaire :
(texte original) Nimirum, nos veros, haereditarios & supremos Dominos dictarum nostrarum provinciarum Patrimonialium Belgicarum, pro Nobis, nostris haeredibus & successoribus, simul dictae nostrae Provinciae Patrimoniales Belgicae, nominatim Ducatus Lotharingiae, Brabantiae, Limburgi, Luxemburgi, Geldriae; Comitatus Flandriae, Artesiae, Burgundiae, Hannoniae, Hollandiae, Selandiae, Namurci, Zutphaniae; Marchionatus S. R. Imperii, Dominia Frisiae, Ultraiecti, Transisalaniae, Groningae, Falcomontis, Dalhemii, Salinis, Mechliniae & Traecti, una cum omnibus eorundem appendicibus & incorporationibus, Principatibus, Praelaturis, Dignitatibus, Comitatibus, Baroniis & Dominiis ad ea pertinentibus Vasallis & appendicibus, futuros in posterum & semper sub protectione, custodia, conservatione & auxilio Imperatorum & Regum Romanorum & S. R. I. eosque fruituros libertatibus ac iuribus eiusdem, & per dictos Imperatores & Reges Romanorum, & status dicti S. R. I. semper, sicut alii Principes, status & membra eiusdem Imperii, defendos, conservandos, fovendos, & fideliter iuvandos.

(français moderne) Evidemment, nos Provinces Patrimoniales Belges susmentionnées, pour Nous-mêmes, nos héritiers et successeurs, nous les Seigneurs réels, héréditaires et suprêmes de nos provinces Patrimoniales belges susmentionnées, à savoir les Duchés de Lotharingie, Brabant, Limbourg, Luxembourg, et Gueldre; les Comtés de Flandre, Artois, Bourgogne, Hainaut, Hollande, Zélande, Namur et Zutphen; la Marche du Saint Empire romain ; les seigneuries de Frise, Utrecht, Overijssel, Groningue, Fauquemont, Dalhem, Salins, Malines et Maastricht, avec tous leurs appendices et incorporations, princes, prélatures, dignitaires, comtes, barons et seigneurs qui appartiennent à certains vassaux et annexes, seront à l'avenir un, et toujours sous la protection, la garde, la conservation et l'assistance des Empereurs et les Rois des Romains et du Saint Empire romain, et jouiront des libertés et des droits du même [Empire], et seront à jamais fidèlement défendus, conservés, soutenus et assistés par les Empereurs et Rois des Romains susmentionnés et le Saint Empire romain, tout comme les autres princes, états et membres du même Empire.

## Suites

### La Pragmatique Sanction de 1549 et l'autonomisation des Pays-Bas
La transaction d'Augsbourg a indéniablement initié un processus d'autonomisation des Pays-Bas. Car le 4 novembre 1549, Charles Quint complète ce dispositif en proclamant la Pragmatique Sanction, qui unifie les régimes successoraux des Dix-Sept Provinces afin qu'elles constituent un ensemble indivisible. Grâce, d'une part, à l'autonomie juridique des Pays-Bas conférée par la transaction, et d'autre part, à l'indivisibilité des provinces décrétée par la Pragmatique Sanction, Charles Quint a pu, lors de son abdication à Bruxelles en 1555, léguer le Cercle à son fils, Philippe II. Il est clair que Charles Quint avait mûri ce projet de longue date, puisqu'en 1549, il a fait visiter les Pays-Bas à Philippe, avec une entrée à Bruxelles restée fameuse et encore commémorée aujourd'hui dans le folklore bruxellois par l'Ommegang. Par la suite, les relations des Pays-Bas espagnols avec l'Empire ont de plus en plus perdu en importance. En ce sens, la transaction d'Augsbourg a constitué une étape importante sur le plan de l'autonomie des Pays-Bas.

### L'Empire confronté à la révolte des Pays-Bas contre Philippe II (à partir de 1566)
L'Empire n'a pas non plus respecté ses obligations vis-à-vis du Cercle, en ne le protégeant pas alors que les provinces septentrionales des Pays-Bas appelaient l'Empire à l'aide pour résister à l'Espagne de Philippe II, au début de la guerre de Quatre-Vingts Ans. En ce sens, la transaction d'Augsbourg est restée lettre morte : à l'indifférence militaire de l'Empire à l'égard du Cercle, a répondu l'indifférence économique du Cercle à l'égard de l'Empire.
Les tensions entre Philippe II et ses sujets néerlandais aboutissent en 1566 à une crise (affaire du Compromis des Nobles) qui se transforme en révolte, puis, en 1568, en une guerre menée par Guillaume d'Orange. Cette situation concerne le reste de l'Empire dans la mesure où elle pose le problème politique de l'obéissance due au prince et où elle comporte un aspect religieux d'opposition entre protestants et catholiques. Il existe aussi des relations personnelles : Philippe est très proche parent des empereurs à partir de 1556, issus de Ferdinand, frère de Charles Quint ; mais de son côté, Guillaume d'Orange a des intérêts importants dans l'Empire, et nombre de princes allemands ont été troublés par l'exécution des comtes d'Egmont et de Hornes en 1568 par le duc d'Albe.
La conjoncture politico-militaire, particulièrement critique dans les années 1576-1578, aboutit en janvier 1579 à une rupture entre les provinces néerlandaises : les unes, loyalistes, forment l'union d'Arras ; les autres l'union d'Utrecht. L'empereur Rodolphe II, petit-fils de Ferdinand, propose alors à Philippe la tenue d'une conférence entre les parties prenantes : elle va se tenir à Cologne, ville impériale proche des Pays-Bas, de mai à novembre 1579, mais c'est un échec.
Lorsque les Provinces-Unies deviennent indépendantes de la couronne d'Espagne, de facto en 1581 (acte de La Haye) et de jure en 1648 (traité de Münster), elles cessent aussi d'avoir des liens féodaux avec l'Empire. En revanche, les provinces fidèles à Philippe II et celles qui sont reconquises de 1581 à 1585, jusqu'à Anvers inclus, forment une entité, les « Pays-Bas espagnols », qui continue en principe de faire partie du cercle de Bourgogne et de l'Empire.

### La question de la taxation spécifique
Les clauses de ce traité n'ont, en réalité, jamais vraiment été respectées. L'impôt très important exigé par l'Empire aux provinces n'a jamais pu être honoré, au point qu'après un siècle, le Cercle de Bourgogne avait contracté une dette de plusieurs millions de florins qui demeureront impayés. Des correspondances diplomatiques du XVIIe siècle entre la Franche-Comté et l'Empire attestent de ce que les provinces ne comprenaient pas pourquoi un impôt aussi important leur était exigé, alors qu'elles n'avaient pas l'impression d'y obtenir un bénéfice en échange.

## Historiographie
Ainsi la transaction d'Augsbourg est-elle ambiguë et a-t-elle fait couler beaucoup d'encre.
L'historien Felix Rachfah la qualifiait purement et simplement d'« anomalie juridique », interprétant ce traité comme le sacrifice d'une partie de l'Empire par Charles Quint qui ne prévoyait aucune contrepartie réaliste.
Ceci a même fait dire à l'historien Karl Brandi que la transaction d'Augsbourg a trahi les ambitions personnelles de Charles Quint, qui n'aurait cherché qu'à fortifier sa puissance personnelle, pour la retourner contre le Saint-Empire.
Quant à l'historien belge Henri Pirenne, belgicain convaincu, il a analysé la transaction et la Pragmatique Sanction comme les deux faces d'une même pièce : des textes fondateurs de ce qui deviendra plus tard la Belgique, ne donnant « à l'Allemagne aucun droit (...) dans un intérêt purement dynastique » pour Charles Quint.

### Texte de la transaction d'Augsbourg
- En allemand (police gothique) sur le site MDZ (Münchener Digitalisierung Zentrum)
- En latin dans Ludwig Martin Kahlen, Corpus juris civilis..., Göttingen, 1744, p. 385